# 三広
株式会社三広（英: SANKO ADVERTISING INC.） は、福岡市中央区に本社を構える、広告代理店である。

## 概要
企業設立当時である高度経済成長期に同社は、新天町商店街、博多駅商店連合会、高島屋サンローゼ、博多駅商店街などを次々と獲得し、創業から数年の後には「地場小売業に強い三広」と評価を高める。
- 1972年（昭和47年）の東和映画(現・東宝東和)との取引を契機に、20世紀フォックス、東宝、松竹など数多くの映画会社の広告業務を担当し、「映画に強い三広」とも呼ばれた。
- 1980年（昭和55年）には福岡地所の「サンライフ小郡パークタウン」の広告事業で、当時は全国でも例を見ない「テレビによる不動産広告」を提案。大きな反響を呼んだ。
その翌年には現在の「hit総合住宅展示場」の前身である「RKBモダン住宅展」の企画・運営・広告をトータルプロデュース。この手法により、ハウスメーカーとの取引も始まり、不動産広告は現在でも同社の柱の一つになっている。
- もう一つの柱である通販広告は1982年（昭和57年）にスタートしテレビショッピングは、「効率よく、全国に」を合言葉に「キャラバン方式」と呼ばれる独自のスタイルを確立した。
- 2004年（平成16年）からは、天神のメーンストリート・渡辺通りと若者に人気の天神西通りを結ぶ天神きらめき通りに面する場所に「天神きらめきスクエア」という新発想のバイラルメディアの設置に協力。

## 業務内容
- マーケティング
- クリエイティブ計画と広告物制作
- 媒体計画と実施
- セールスプロモーション計画と実施
- 通信販売計画と実施
- 各種調査
- 広報計画と実施
- コミュニケーション催事計画と実施